# Zuidelijke spinaap
De zuidelijke spinaap (Brachyteles arachnoides) of wolspinaap is een zoogdier uit de familie van de grijpstaartapen (Atelidae). De wetenschappelijke naam van de soort werd voor het eerst geldig gepubliceerd door Étienne Geoffroy Saint-Hilaire in 1806.

## Kenmerken
De wolspinaap heeft een zware romp met lange armen en benen. De handen hebben haakvormige vingers, maar de duim ontbreekt. Het is de grootste aap van de Nieuwe Wereld, met een lichaamslengte van 55 tot 61 cm, staartlengte van 67 tot 84 cm en een gewicht van 9,5 tot 12 kg.

## Leefwijze
Zijn voedsel bestaat voornamelijk uit bladen.

## Bedreiging
De soort wordt zeer ernstig bedreigd door vernietiging van het Atlantische regenwoud. Er zijn naar schatting op dit moment slechts zo'n 1300 in het wild levende exemplaren.

## Verspreiding
Deze soort komt voor in de tropische wouden van Zuid-Amerika, met name in het zuidoosten van Brazilië.